# Kiskimere (Pennsylvanie)
Kiskimere est une census-designated place du comté d'Armstrong, en Pennsylvanie, aux États-Unis.

## Géographie
Kiskimere se trouve au nord-est des États-Unis, dans l'ouest de l'État de Pennsylvanie, au sein du comté d'Armstrong, dont le siège de comté est Kittaning. Ses coordonnées géographiques sont 40° 37′ N, 79° 35′ O.

## Démographie
Au recensement de 2010, sa population était de 136 habitants.